# Skæppe
 For alternative betydninger, se Skæppe (flertydig). (Se også artikler, som begynder med Skæppe)
Skæppe er en gammel måleenhed for rumfang. 1 skæppe svarer til 17,39 liter. Enheden blev officielt afskaffet i 1907.
Skæppe var desuden en enhed for flademål, nemlig 1/8 af en tønde land. Dermed indgik enheden også som mål i jordbeskatningen (1 skp. = 1/8 td. hartkorn).
| Enheder | Spire Denne artikel om standarder og måleenheder er en spire som bør udbygges. Du er velkommen til at hjælpe Wikipedia ved at udvide den. |

Et kar eller en håndskovl lavet af træ, som måler 1/8 tønde svarende til 17,39 liter.